# Mikael Simons
Mikael Simons, född 15 januari 1978 i Mora, är en svensk ishockeyspelare (forward) som spelar i det allsvenska laget Sundsvall. Simons har spelat i Mora hela sin karriär sedan han debuterade säsongen 1995/1996. Han har representerat Sverige i U18 EM (1996) och i U20 VM (1998). Simons har spelat fler än 200 matcher i Hockeyallsvenskan och fler än 240 matcher i Elitserien. Han draftades av Los Angeles Kings i den fjärde rundan (som nummer 84 totalt) i 1996 års NHL Entry Draft. 2010 lämnade Simons Mora och skrev på för Sundsvall.

## Meriter
- U18 EM 1996: Bronsmedalj